# کالاموناچی
کالاموناچی (به ایتالیایی: Calamonaci) یک کومونه در ایتالیا است که در استان آگریجنتو واقع شده‌است.

## خصوصیات
کالاموناچی ۳۲٫۶ کیلومترمربع مساحت و ۱٬۳۹۵ نفر جمعیت دارد و ۳۰۷ متر بالاتر از سطح دریا واقع شده‌است.